# 東戸塚
東戸塚（ひがしとつか）は、神奈川県横浜市戸塚区の北東部、東戸塚駅周辺の汎称地名である。元は山林であったが、1980年の新駅開業を機に商業・住宅地区として発展した。

## 地理
東戸塚は行政町名としては存在せず、戸塚区前田町・秋葉町・名瀬町・川上町・品濃町・平戸町・上品濃の各一部が開発地域に相当する。
横浜市都市整備局では、品濃町の一部の59.2ヘクタールを「東戸塚駅東側地区」、川上町の一部の10.1ヘクタールを「東戸塚西地区地区計画」と定めている。一帯の開発事業に際して、東戸塚前田・秋葉土地区画整理組合（329,000m2、1967年5月設立）、東戸塚名瀬下土地区画整理組合（481,900m2、1968年11月設立）、東戸塚長作土地区画整理事業（32,200m2、1968年7月設立）、東戸塚品濃中央土地区画整理組合（591,600m2、1970年6月設立）、東戸塚西土地区画整理組合（99,300m2、1978年12月設立）、東戸塚上品濃土地区画整理組合（258,000m2、1987年5月設立）の土地区画整理事業が行われた。

## 交通
東戸塚駅は1980年に横須賀線の駅として開業し、2001年より湘南新宿ラインが運行開始した。所要時間は、横浜駅へ約8分、東京駅へ約39分、新宿駅へ約42分で運行している。バスターミナルは東戸塚駅の東口・西口の双方にあり、神奈川中央交通、横浜市営バス、相鉄バスが乗り入れる。路線バスは東口から保土ケ谷駅経由横浜駅西口、芹が谷または南高校経由上大岡駅、上永谷駅、緑園都市駅、弥生台駅、戸塚駅、舞岡方面（神奈中）、平和台折返場（市営）などが運行され、2015年4月からは羽田空港行きのリムジンバスが開設された。西口からは左近山経由二俣川駅、横浜新道経由星川ランプ方面行き（相鉄）、川上団地行き（神奈中、平日朝夕と土休日朝のみ）などが運行されている。
幹線道路は、街の東部を南北に市道環状2号線、南部を東西に県道弥生台桜木町線が通り、さらにその南方には国道1号が通る。北西部を走る横浜新道には東戸塚駅西口近くに川上インターチェンジが開設されている。

## 歴史
東海道本線保土ケ谷駅と戸塚駅の間は約9Km離れており、明治時代より駅の誘致運動が行われていた。1923年（大正12年）には概ね現在の東戸塚駅に相当する位置に「武蔵駅」の設置が決定したが、同年9月1日に発生した関東大震災により実現しなかった。
1963年、元官僚の福原政二郎のもとに、この一帯の土地を売却したいという地主が現れた。横浜市等との協議により、民間主導の土地区画整理事業方式で住宅や商業施設、幹線道路の建設が行われることになった。1965年、「東戸塚総合開発計画」のマスタープランが策定された。工事は前田・秋葉地区より着工し、長作、名瀬下、品濃中央、西地区と順次進められた。品濃中央地区はこの開発計画の中心にあたるエリアであるが、強硬な反対派と衝突寸前の一幕もあった。この地区は残土の排出量が多く、ダンプカー専用の仮設橋を架設するなどの対応がとられた。工事が完了したのは東戸塚駅開業当日、1980年10月1日の早朝であった。
1981年9月にはマンション群「ニューシティ東戸塚」起工。翌1982年6月にはマンション第1号となる「ニューシティ東戸塚 南の街5号館」の入居が開始した。横浜新道を挟んで北西側の上品濃地区は、市街化区域と市街化調整区域の線引きの際に、将来開発が可能なように保留とされた。学園の誘致などが検討されたが、戸塚区内に事業所を有する日立グループの日立製作所ソフトウェア部門、日立ソフトウェアエンジニアリング、日立電子サービスの3社の進出が決まった。しかしバブル崩壊により日立グループが撤退し、開発は大きく遅れることとなった。
東戸塚駅東口と環状2号線との間の商業施設「オーロラシティ」は、当初は1983年の完成を予定していたが、自動車でのアクセスとなる環状2号線の完成を待ったため、開業は1999年にずれ込んだ。

## 施設・進出企業等
1989年に、伊勢佐木町に本店を置く大手書店「有隣堂」の営業本部が東戸塚駅西口に開設。1991年1月に紳士服チェーン「コナカ」の本社ビルが東戸塚駅東口に竣工、同年3月には同ビルに東戸塚総本店が開業した。1992年7月に完成した第一生命保険東戸塚教育センター新館は、1994年に第35回BCS賞を受賞している。
東戸塚駅東口には、1999年に西武百貨店東戸塚店とダイエー東戸塚店を核テナントとする「オーロラシティ」が開業した。ペデストリアンデッキで駅に直結している。2016年3月にダイエー東戸塚店はイオンスタイルに、西武東戸塚店は2020年に全館テナント型の「西武東戸塚ショッピングセンター」にそれぞれ業態転換した。
東戸塚駅西口には、1998年に生活協同組合コープかながわをキーテナントとする東戸塚西口プラザ、2009年3月には東急ストアをキーテナントとし、エフエム戸塚の本社・スタジオが入るモレラ東戸塚を下層部に有する超高層マンション「BELISTAタワー東戸塚」が竣工した。街の開発に携わった新一グループも、BELISTAタワー内に本社を置く。
東戸塚駅周辺には品濃小学校、東品濃小学校、川上北小学校、平戸小学校の市立小学校があり、中学校は平戸中学校、秋葉中学校、前田中学校の校区となる。
なお横浜市立東戸塚小学校は戸塚駅の東側に位置し、東戸塚地区からは離れている。

上品濃地区には分譲マンション「フォートンヒルズ」のほか、2015年に湘南医療大学が開校した。

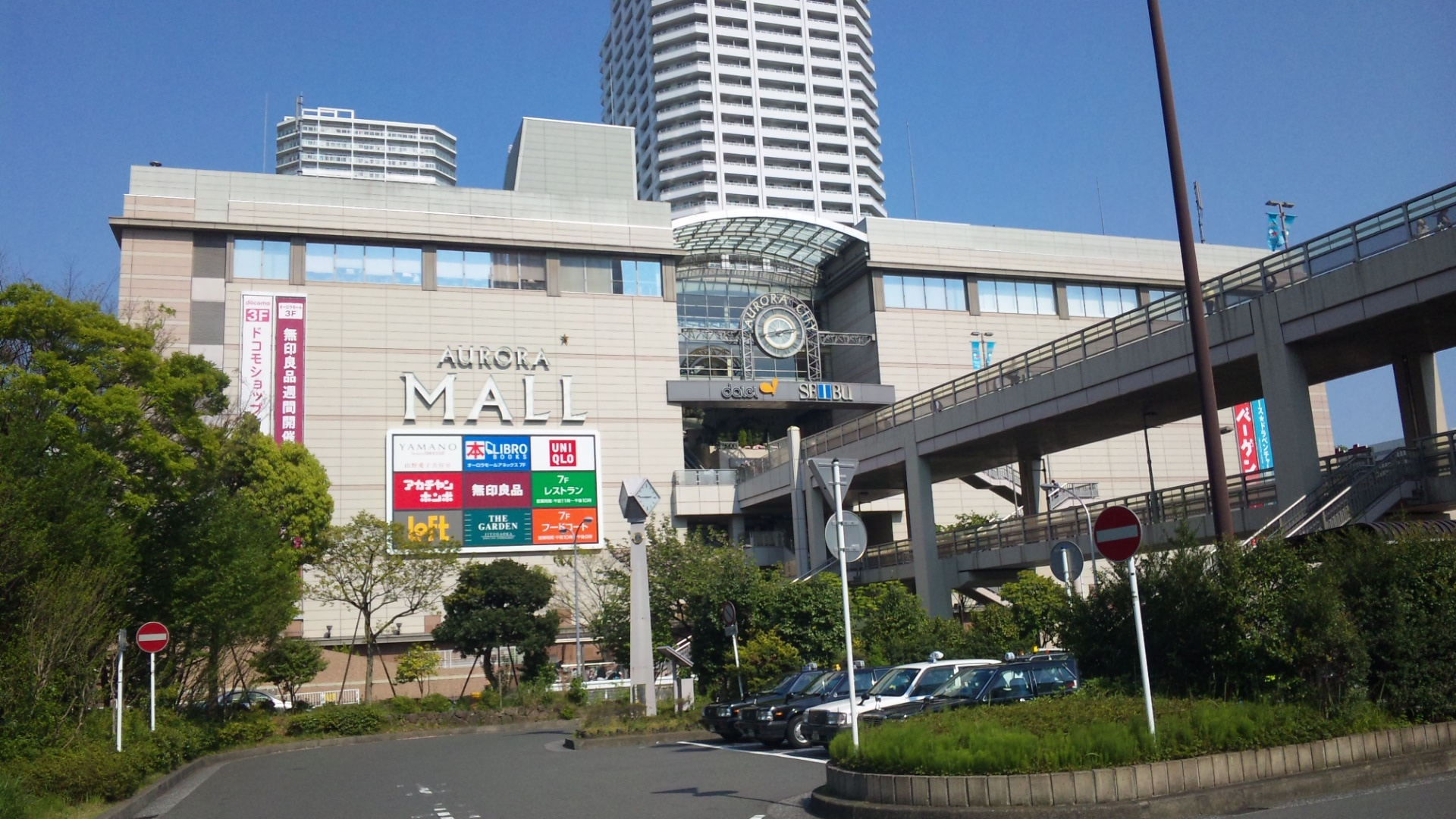
東戸塚駅東口の商業施設「オーロラシティ」
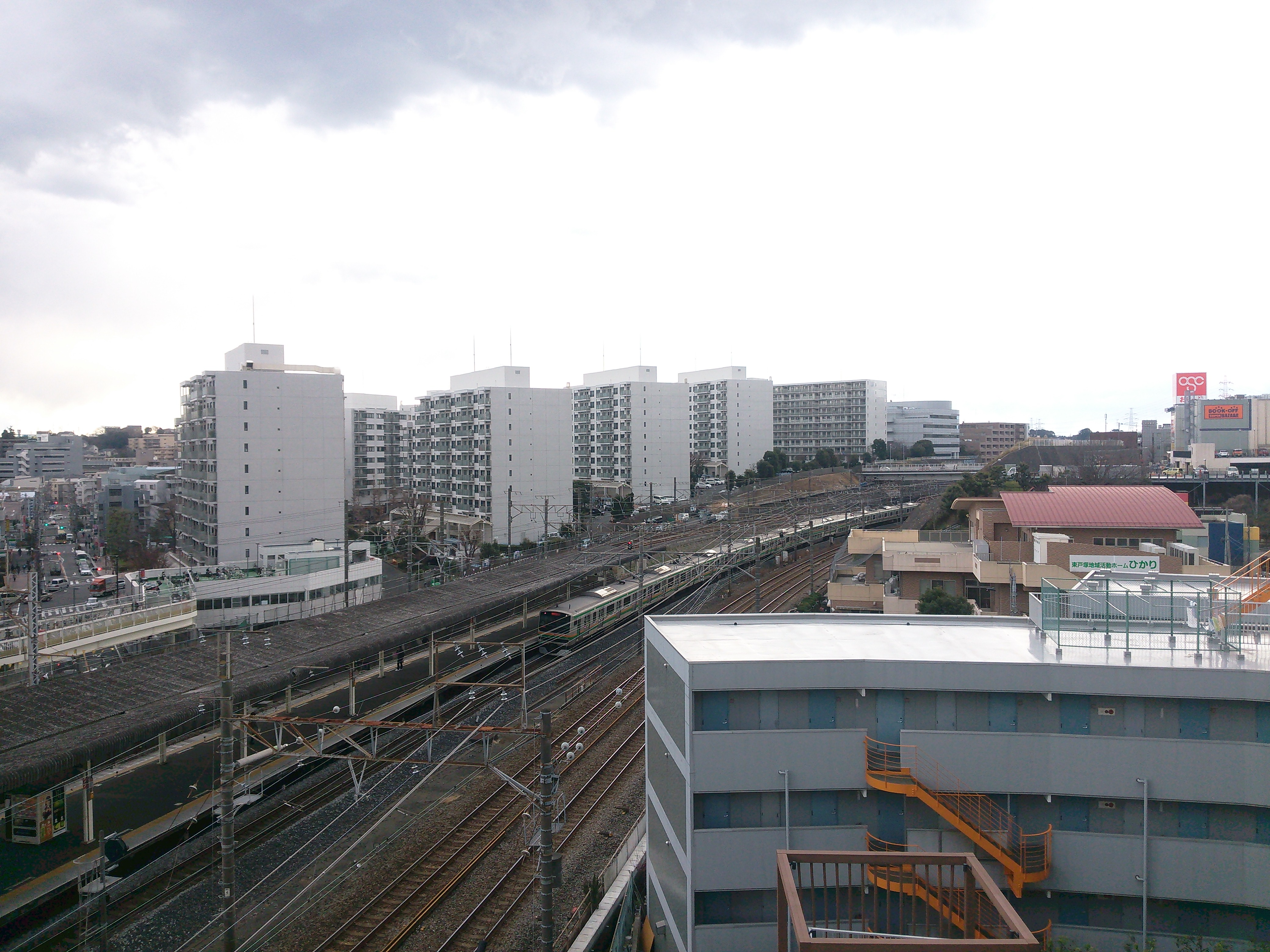
住宅地区「ニューシティ東戸塚南の街」
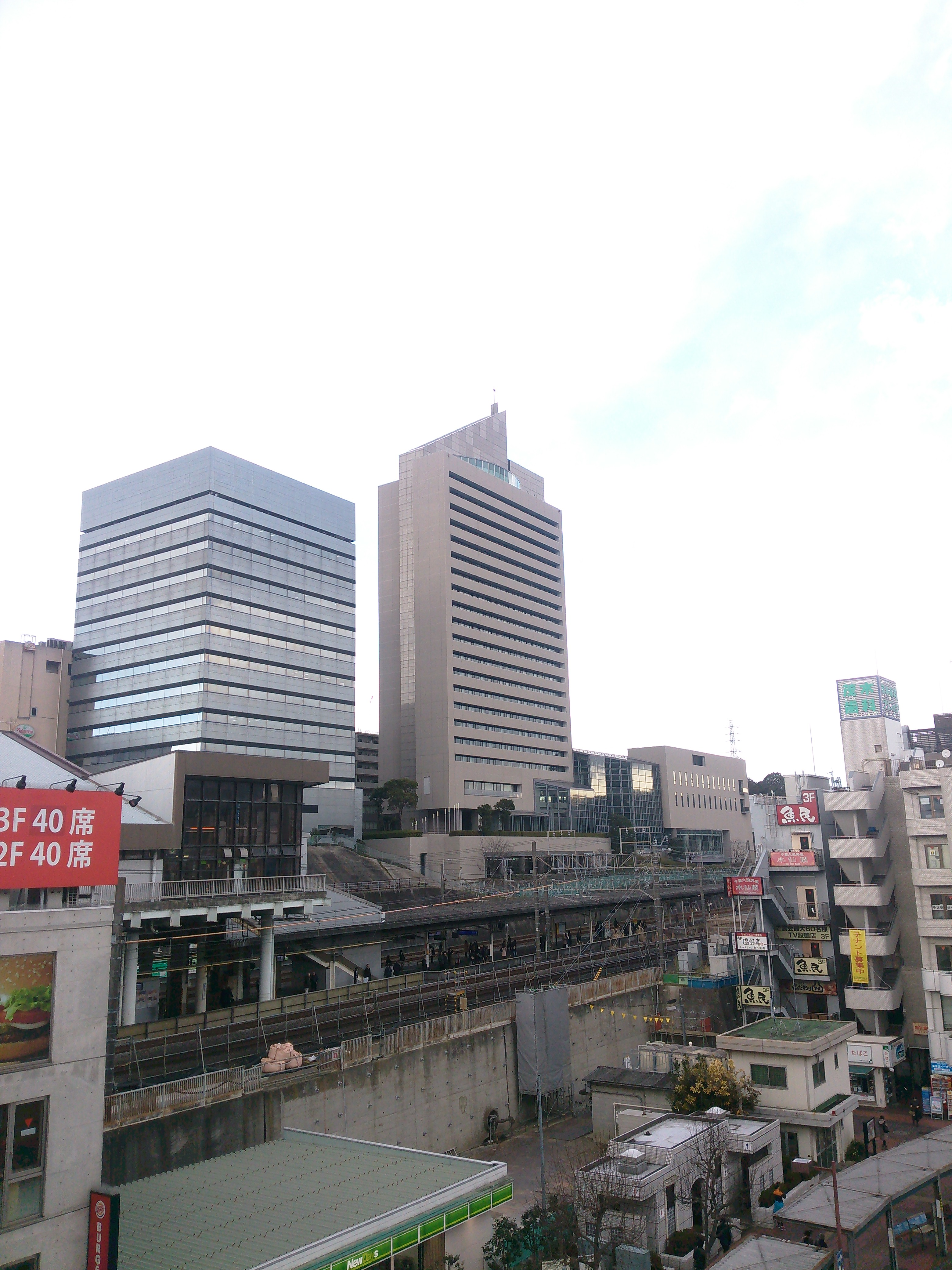
中央が高さ94mの「第一生命東戸塚教育センター新館」、第35回BCS賞受賞。左側は「東戸塚ウエストビル」
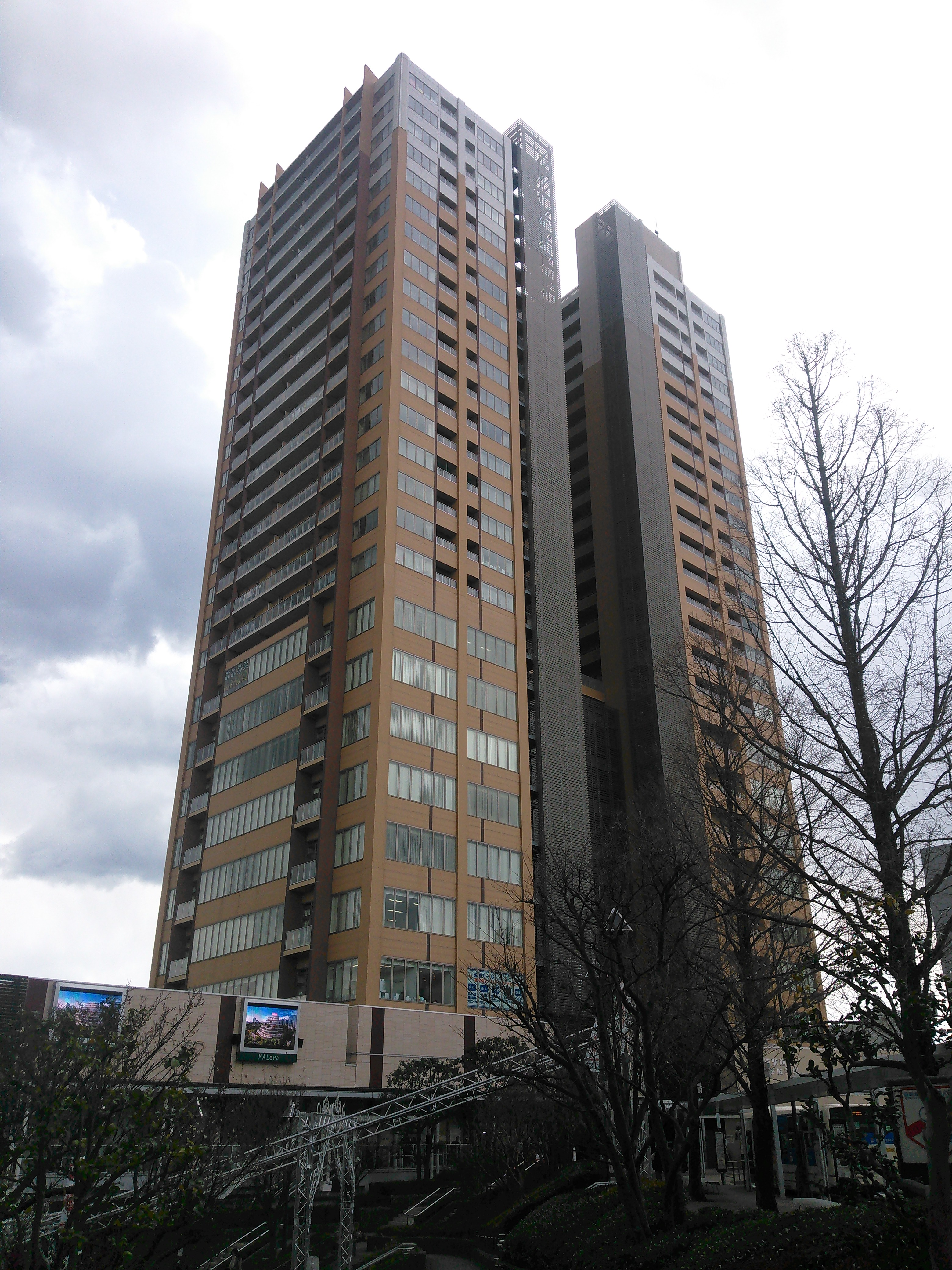
東戸塚駅西口の超高層マンション「BELISTAタワー東戸塚」、下層部は商業ゾーン「モレラ東戸塚」
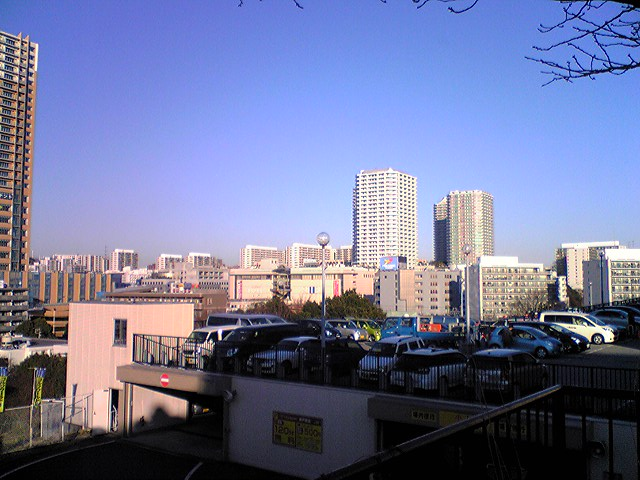
東戸塚の街の遠景

### 関わりが深い有名人
ゲーム『ポケットモンスター』シリーズのゲームミュージックの作曲者として知られる増田 順一（ますだ じゅんいち）は、就職する20歳までは東戸塚に在住していた。子どもの頃は、父親曰く「スポーツよりも虫取りの方が楽しかった」というほどの虫取り好きであったほか、役割に特化した乗り物が好きで、貨物列車の撮影をよくしていた。現在でも新幹線や成田エクスプレスなどが好きと言う鉄道ファンでもある。はまれぽ.comのインタビュー記事では、「東戸塚の原風景がポケモンの世界にも生かされていた」と考察されている。